# Гілфорд (Вермонт)
Гілфорд (англ. Guilford) — місто (англ. town) в США, в окрузі Віндем штату Вермонт. Населення — 2120 осіб (2020).

## Демографія
Згідно з переписом 2010 року, у місті мешкала 2121 особа в 902 домогосподарствах у складі 574 родин. Було 1038 помешкань
Расовий склад населення:
| - 97,2 % — білих - 0,5 % — чорних або афроамериканців - 0,2 % — азіатів |

До двох чи більше рас належало 1,5 %. Частка іспаномовних становила 1,1 % від усіх жителів.
За віковим діапазоном населення розподілялося таким чином: 20,4 % — особи молодші 18 років, 65,4 % — особи у віці 18—64 років, 14,2 % — особи у віці 65 років та старші. Медіана віку мешканця становила 46,3 року. На 100 осіб жіночої статі у місті припадало 99,9 чоловіків;  на 100 жінок у віці від 18 років та старших — 96,9 чоловіків також старших 18 років.
Середній дохід на одне домашнє господарство  становив 78 580 доларів США (медіана — 62 614), а середній дохід на одну сім'ю — 86 147 доларів (медіана — 77 560). Медіана доходів становила 54 290 доларів для чоловіків та 40 968 доларів для жінок. За межею бідності перебувало 6,6 % осіб, у тому числі 5,4 % дітей у віці до 18 років та 5,4 % осіб у віці 65 років та старших.
Цивільне працевлаштоване населення становило 1229 осіб. Основні галузі зайнятості: освіта, охорона здоров'я та соціальна допомога — 34,8 %, виробництво — 15,9 %, науковці, спеціалісти, менеджери — 11,9 %, роздрібна торгівля — 10,7 %.